# Diplodiscus parviflorus
Diplodiscus parviflorus är en malvaväxtart som beskrevs av André Joseph Guillaume Henri Kostermans. Diplodiscus parviflorus ingår i släktet Diplodiscus och familjen malvaväxter. Inga underarter finns listade i Catalogue of Life.